# John Cunningham
John Cunningham (Auburn (New York), 22 juni 1932) is een Amerikaans acteur.

## Biografie
Cunningham begon met acteren in het theater, hij maakte in 1963 zijn debuut op Broadway in de musical Hot Spot. Hierna speelde hij nog meerdere rollen op Broadway en off-Broadway.
Cunningham begon in 1965 met acteren voor televisie in de televisieserie The Secret Storm. Hierna speelde hij nog meerdere rollen in televisieseries en films zoals Another World (1970-1971), Search for Tomorrow (1971-1977), Mystic Pizza (1988), Dead Poets Society (1989), Six Degrees of Separation (1993), Nixon (1995), The Jackal (1997) en Law & Order (1991-2008).

## Filmografie

### Films
- 2007 The Warrior Class – als J.J. Tierney
- 2005 Silver Bells – als Sylverster
- 2003 DC 9/11: Time of Crisis – als secretaris van defensie Donald Rumsfeld
- 2002 Two Weeks Notice – als politierechter
- 2000 Shaft – als rechter
- 2000 Isn't She Great – als Nelson Hastings
- 1997 The Jackal – als FBI directeur Donald Brown
- 1997 Starship Troopers – als omroeper van Fed Net (stem)
- 1997 In & Out – als instructeur op band (stem)
- 1997 States of Control – als Paul de regisseur
- 1996 Last Dance – als William J. McGuire
- 1995 Nixon – als Bob
- 1995 Roommates – als Burt Shook
- 1994 The Cosby Mysteries – als ??
- 1993 Six Degrees of Separation – als John
- 1993 For Love or Money – als mr. Brinkerhoff
- 1992 School Ties – als Grayson Dillon
- 1989 Dead Poets Society – als Mr. Anderson
- 1988 Mystic Pizza – als Mr. Charles Gordon Windsor sr.
- 1988 Johhny Be Good – als vervanger
- 1987 Hello Again – als Bruce Holt
- 1987 The Survivalist – als militair
- 1986 Adam's Apple – als George Markel
- 1986 Twisted – als Jim Kempler
- 1985 Key Exchange – als Sloane
- 1985 Private Sessions – als Paul Rogers
- 1981 The Marvelous Land of Oz – als inwoner van Oz
- 1980 Nick and the Dobermans – als Roger Vincent
- 1979 Lost and Found – als Lenny
- 1978 The Big Fix – als Hawthorne
- 1978 Matilda – als Dave Holter
- 1977 The Court-Martial of George Armstrong Custer – als ??

### Televisieseries
Uitgezonderd eenmalige gastrollen.
- 1997 – 2008 Law & Order – als Daniel Metzler  – 4 afl.
- 1995 New York News – als Frank Elliot – 2 afl.
- 1991 – 1993 As the World Turns – als Emerson Gallagher – 2 afl.
- 1992 Swans Crossing – als Grant Booth - ? afl.
- 1971 – 1977 Search for Tomorrow – als dr. Wade Collins – 5 afl.
- 1970 – 1971 Another World – als dr. Dan Shearer - ? afl.
- 1965 The Secret Storm – als Chuck Bannister - ? afl.

## Theaterwerk opBroadway
- 2002 Amour – als politieagent / dokter
- 2001 Design for Living – als Ernest Friedman
- 1997 – 1999 Titanic – als kapitein E.J. Smith
- 1993 Company – als Peter
- 1993 – 1994 The Sisters Rosenweig – als Nicholas Pym
- 1992 Anna Karenina – als Nicolai Karenin
- 1990 – 1992 Six Degrees of Separation – als Flan
- 1988 – 1989 The Devil's Disciple – als Anthony Anderson (understudy)
- 1981 Rose – als Geoffrey
- 1976 – 1977 California Suite – als William Warren / Sidney Nichols / Stu Franklyn
- 1970 – 1972 Company – als Peter
- 1969 – 1972 1776 – als John Adams (understudy)
- 1968 – 1969 Zorba – als Nikos
- 1966 – 1969 Cabaret – als Clifford Bradshaw (understudy)
- 1963 Hot Spot – als ??

- Bibliothèque nationale de France: cb141677342 (data)
- Gemeinsame Normdatei: 134822609
- International Standard Name Identifier: 0000 0000 7840 0048
- Library of Congress Control Number: no00066417
- Virtual International Authority File: 6939549
- WorldCat: E39PBJrcm8MwGTmDQfkQv9jcT3